# Летнее Озеро
Летнее Озеро — деревня в составе Сосновецкого сельского поселения Беломорского района Республики Карелия.

## Общие сведения
Расположена на северо-восточном берегу озера Летнее.

## Население
| 2002 | 2009 | 2010 | 2013 |
| ---- | ---- | ---- | ---- |
| 3    | ↘2   | →2   | →2   |